# 志段味大塚古墳

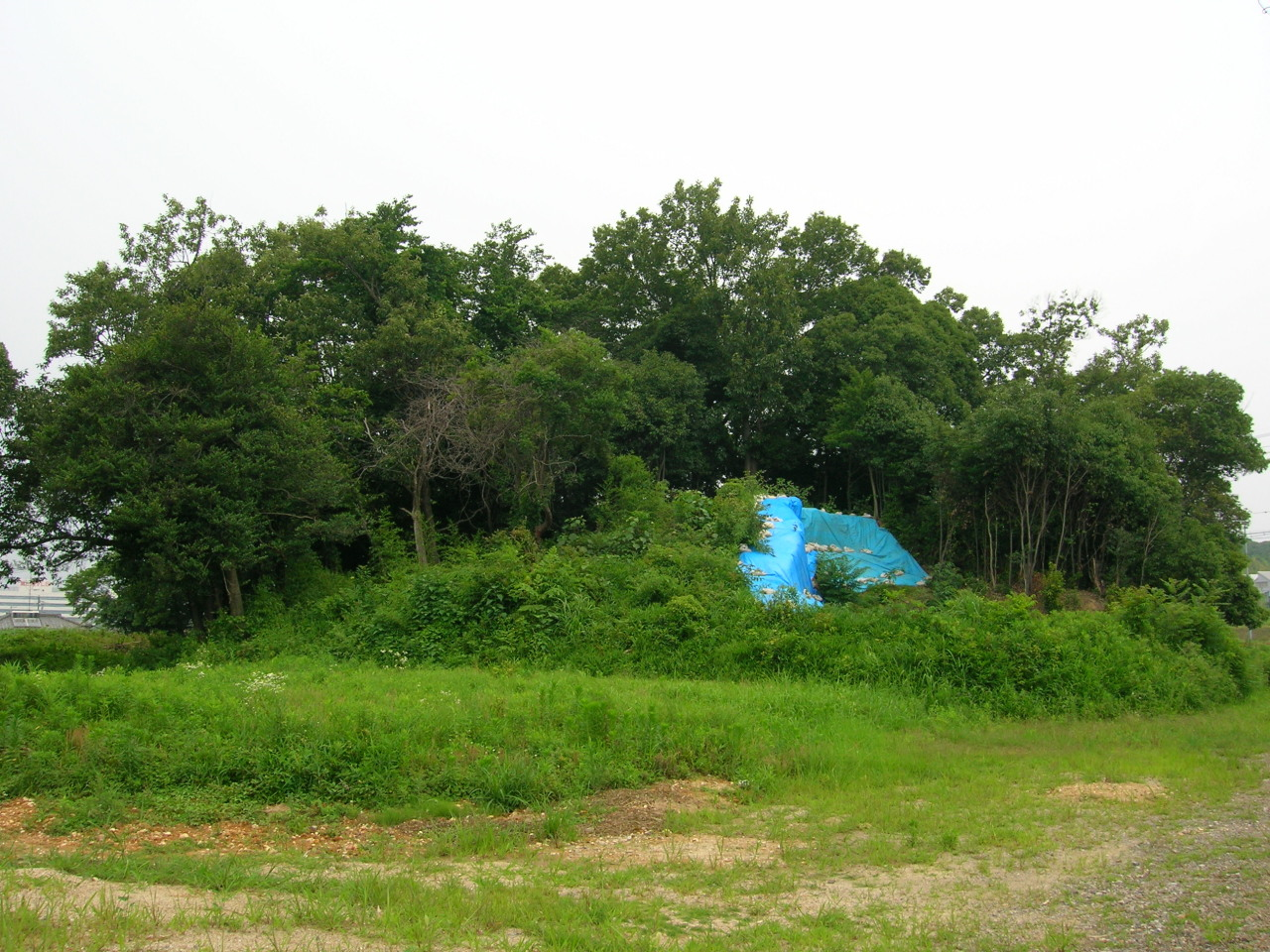
2008年当時の志段味大塚古墳（2008年（平成20年）7月）

志段味大塚古墳（しだみおおつかこふん）は愛知県名古屋市守山区にある古墳。志段味古墳群のひとつとして国の史跡に指定されている。

## 概要
大久手池の周辺に点在する古墳群の中で最大規模の前方後円墳。周辺が大塚遺跡と呼ばれたこともあり、その中の大塚1号墳とも呼称される。
1923年（大正12年）に京都帝国大学の梅原末治によって行われた後円部の発掘調査では、墳頂部から粘土槨の主体部（埋葬施設）が発見され、内部から多くの副葬品が出土した。しかし古墳自体はその後長らく放置され、1982年（昭和57年）・1983年（昭和58年）になってようやく愛知県教育委員会の依頼で名古屋大学による測量調査が行われた。2005年（平成17年）以降、名古屋市教育委員会による調査が行われているが、年月を経る間に外観はかなり失われている。なお、2008年（平成20年）の調査時に梅原が発掘調査をおこなったものとは別の主体部を確認している（後述）。

## 規模と構造

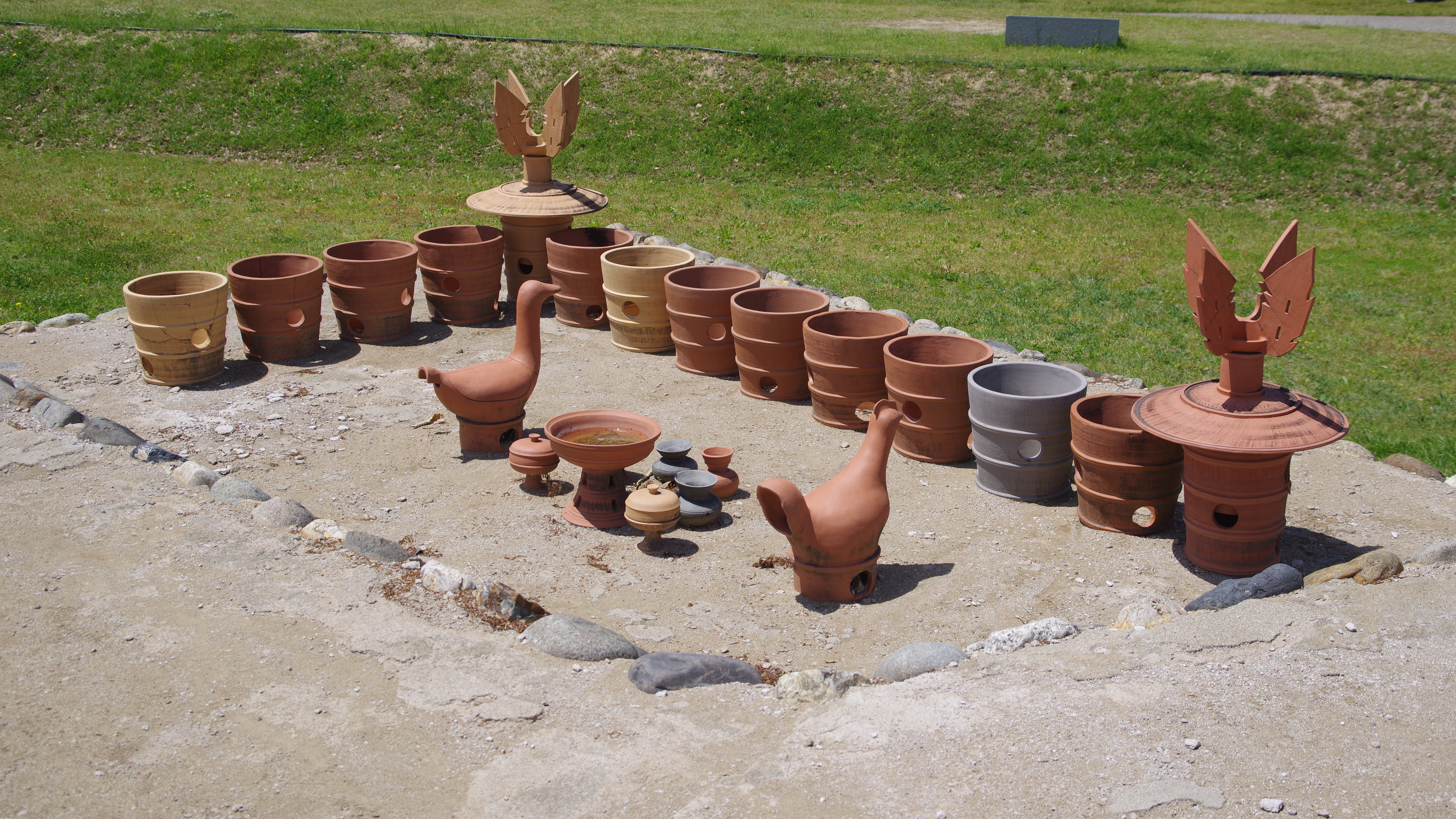
志段味大塚古墳の復元された造出

前方部が短い帆立貝形古墳で、墳丘は全長約55メートル（周濠部分を含めると全長約62メートル）、後円部の直径が約40メートル（主軸方向に1メートルほど長い楕円形）、墳高は後円部で約7メートル、前方部で約1.5メートルと推定される、主軸を北東方向（わずかに北寄り）に向けている。墳丘には円筒埴輪が置かれ、墳裾部に河原石の葺石を巡らしていた。また、後円部にはテラス面が確認されているほか、後円部から見た右側くびれ部に造出が付設されており（ただし大部分は江戸時代以降に削られたと見られる）、その上部に埴輪列の一部が残存している。
前方部の傾斜角と葺石の施工が変化している構造を持っており、周濠側では約10度と緩やかで拳大の円礫を敷き詰めるように葺いているが、墳丘側では約40度の傾斜を持つ部分もあり、大き目で平たい河原石を、5センチメートルから10センチメートルの隙間をあけて平面を外に向けて貼り付けたように葺いている。前方部の傾斜角が変化する同様の構造は、周辺では西大久手古墳のみとされる。
周濠は一重で馬蹄形に墳丘を囲んでいると推定され、緩やかな逆台形もしくはV字形の断面を持つ。外堤上部に幅0.5メートルほどの平坦面が確認されるなどしているが、開発により一部は舗装道路下に埋没している。

## 主体部
前述の通り、1923年（大正12年）の梅原による発掘調査以降は目を向けられることのなかった本古墳だが、2008年（平成20年）の発掘調査で北東から南西方向（墳丘主軸とほぼ平行）に主軸を向けた「もう1つの主体部」残存が確認された。新規主体部の規模は墓壙が長さ5.8メートル、幅3メートルで、前方部側に幅0.9メートルの通路状遺構（長さ不明）があった。木棺そのものは確認できなかったが土層から赤色顔料が見つかるなどしており、内面に朱を塗った長さ3.6 - 3.9メートル、幅約1メートルの刳抜式木棺が直接埋葬されていた（木棺直葬墓）とも推定されている。梅原主体部の記録では埋葬した際の頭位は大刀の副葬状況から北東だったと思われ、新規主体部についても梅原主体部と並列し頭位も同様だったと考えられているが、両者の埋葬された時期的な関係などは不明である。
なお、木棺があったとされる場所の土層から漆膜が見つかっており、木棺上に置かれていた漆塗皮盾が、木棺が朽ちた後に落下した痕跡と考えられるという。

## 出土品
京都大学総合博物館所蔵
- 五鈴鏡
- 金銅製帯金具
- 挂甲小札
- 鉄鏃
- 木芯鉄板張輪鐙
- 鋳銅五鈴杏葉
- 五鈴鏡板付轡
- 三環鈴
- 刀剣類

名古屋市博物館所蔵
- 挂甲小札
- 埴輪片

見晴台考古資料館所蔵
- 水鳥形埴輪
- 鶏形埴輪
- 蓋形埴輪
- 朝顔形埴輪
- 円筒埴輪
- 坏
- はそう（瓦泉）
- 無蓋高坏
- 有蓋高坏
- 挂甲小札片
- 鉄器

## アクセス
- 大曽根駅（JR中央本線、名鉄瀬戸線、名古屋市営地下鉄名城線）より、
  - 名古屋ガイドウェイバス志段味線（ゆとりーとライン）「新東谷橋南」停留所下車。
- 高蔵寺駅（JR中央本線、愛知環状鉄道・愛知環状鉄道線）より、
  - 名古屋市営バス：志段味巡回系統「志段味大塚古墳」停留所下車。